# Miquela Lladó i Vidal
Miquela Lladó (Palma, 1948) és una cantant i compositora mallorquina. Començà la seva carrera musical com a cantautora l'any 1967 dins el moviment de la Nova Cançó, amb el nom de Miquelina Lladó. Fundà els grups Música Nostra i Siurell Elèctric, i ha col·laborat amb l'Orquestra Simfònica de Balears.
L'any 2000 rebé el premi Cerverí de Girona per la seva lletra Fandango del Jardí i, des del 1980, ha recitat el poema La Colcada en la celebració de la Festa de l'Estendard. Amb l'enregistrament del disc Com un ventall (2004), torna als seus inicis com a cantautora, acompanyada de Toni Pastor -guitarres i llaüt- i David Runnion - violoncel.
El 2006 rep un homenatge de l'Ajuntament de Palma en reconeixement de la seva trajectòria musical i la seva contribució a la recuperació de la música tradicional mallorquina. Aquest mateix any, el Consell de Mallorca li atorgà el Premi Jaume II.

## Discografia

### Àlbums
- Com un ventall (2003)
- Tècnica mixta (2014)